# Чарновиці
Чарновиці (пол. Czarnowice, нім. Tzschernowitz, 1937-1945: Schernewitz) — село в Польщі, у гміні Ґубін Кросненського повіту Любуського воєводства.
Населення — 323 особи (2011).
У 1975-1998 роках село належало до Зеленогурського воєводства.

## Демографія
Демографічна структура станом на 31 березня 2011 року:
|          | Загалом | Допрацездатний вік | Працездатний вік | Постпрацездатний вік |
| -------- | ------- | ------------------ | ---------------- | -------------------- |
| Чоловіки | 171     | 35                 | 123              | 13                   |
| Жінки    | 152     | 22                 | 98               | 32                   |
| Разом    | 323     | 57                 | 221              | 45                   |